# Dom zrębowy

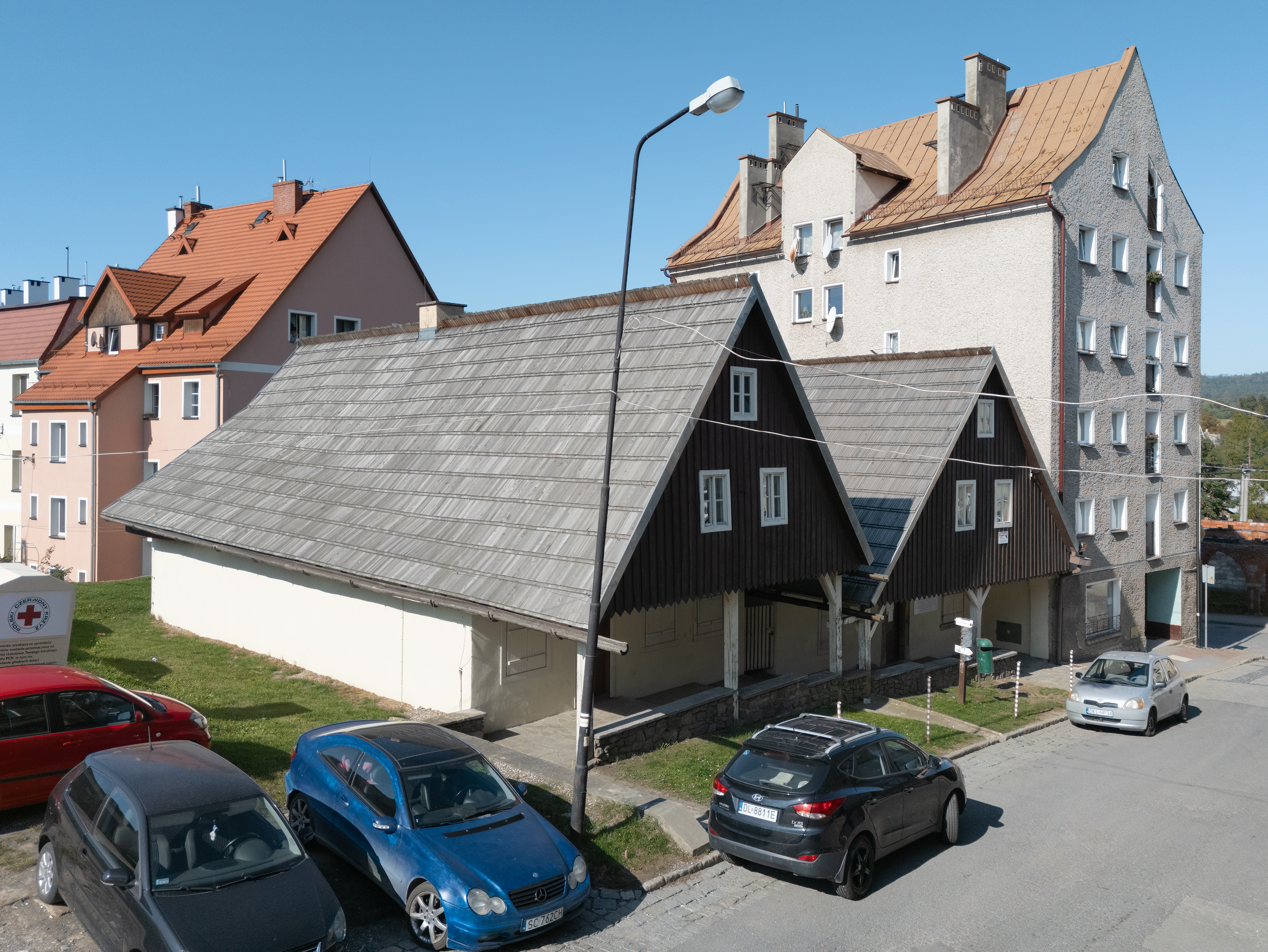
Domy tkaczy w Międzylesiu

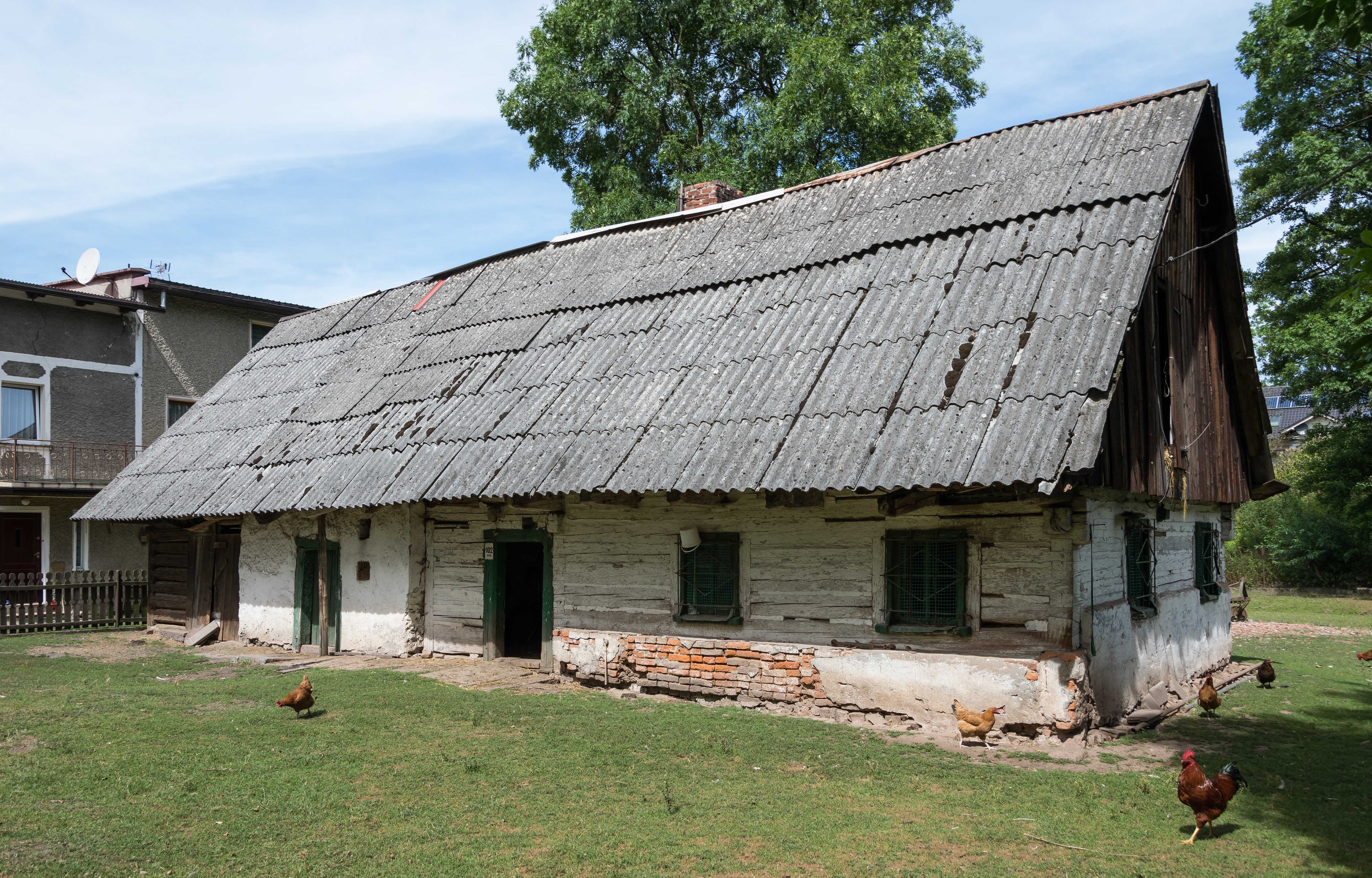
Dom w Kudowie-Zdroju

Dom zrębowy – charakterystyczny dla obszarów wiejskich sposób budowania domów, czasem stodół występujący na obszarach wiejskich oraz w małych miasteczkach. W większości przypadków są one trójdzielne, złożone z części mieszkalnej, sieni i spiżarni lub chlewu. Mają kamienne podmurówki, których konstrukcja oparta jest na kamieniach granitowych ociosanych do graniastosłupów. Przestrzenie pomiędzy nimi były wypełniane mchem i łupkiem kamiennym oraz gliną i bielone. Charakterystyczną cechą tych budowli są luki dachowe (świetliki), którymi podawano siano bezpośrednio na poddasze. Inną cechą jest rozmieszczenie okien i drzwi w taki sposób, aby dobrze chroniły dom przed śniegiem i wiatrem.
W Polsce domy zrębowe są nieodłącznym elementem architektury ludowej i występują w większości polskich regionów historycznych, choć w poszczególnych regionach różnią się one pod względem wielkości, układu i ilości pomieszczeń oraz sposobu wykonania. Przykładowo w ziemi kłodzkiej, gdzie ich odmianą były zbudowane w Międzylesiu podcieniowe domy zrębowe, tzw. domy tkaczy.